# Witalij Krywyzkyj

Wappen von Witalij Krywyzkyj

Witalij Krywyzkyj SDB (ukrainisch Віталій Кривицький; * 19. August 1972 in Odessa) ist ein ukrainischer Geistlicher und römisch-katholischer Bischof von Kiew-Schytomyr.

## Leben
Witalij Krywyzkyj trat 1990 der Ordensgemeinschaft der Salesianer Don Boscos bei und empfing am 24. Mai 1997 das Sakrament der Priesterweihe.
Am 30. April 2017 ernannte ihn Papst Franziskus zum Bischof von Kiew-Schytomyr. Am 24. Juni 2017 empfing er durch den Apostolischen Nuntius in der Ukraine, Erzbischof Claudio Gugerotti, die Bischofsweihe. Mitkonsekratoren waren der Erzbischof von Lemberg, Mieczysław Mokrzycki, und der Bischof von Odessa-Simferopol, Bronisław Bernacki.